# Тан Ан
Тан Ан (виј. Tân An) је град у Вијетнаму у покрајини Long An. Према резултатима пописа 2009. у граду је живело 166.419 становника.